# Lasiokapala
Lasiokapala is een geslacht van vliesvleugeligen uit de familie Eucharitidae. De wetenschappelijke naam van dit geslacht is voor het eerst geldig gepubliceerd in 1899 door Ashmead.

## Soorten
Het geslacht Lasiokapala is monotypisch en omvat slechts de volgende soort:
- Lasiokapala serrata Ashmead, 1904